# Chevrolet Nomad

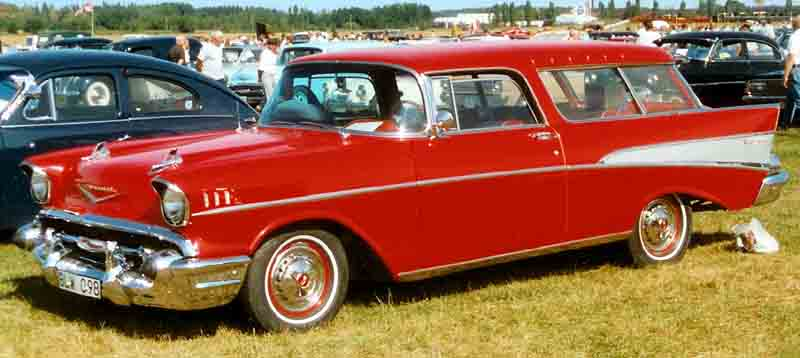
Une Chevrolet Nomad de 1957

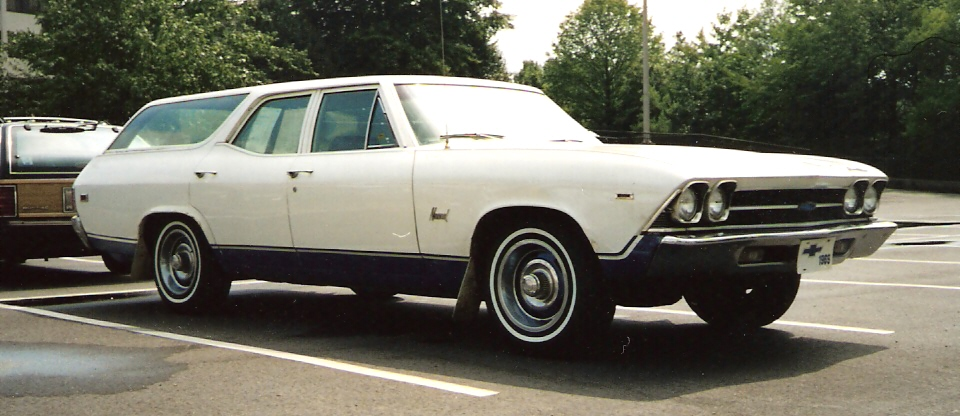
Un nomad de 1969

La Chevrolet Nomad est un break (familial) à deux portes de la marque américaine Chevrolet. Ce modèle a connu trois générations, de 1955 à 1957, de 1958 à 1961, et de 1968 à 1972.

## Pré production
Le Nomad à deux portes se distingue des autres break de l'époque par son style unique qui rappelle davantage une berline avec toit rigide que celui d'un break standard. Chevrolet a partagé cette carrosserie avec Pontiac, qui a commercialisé sa version sous le nom de Pontiac Safari.
Le design unique du Nomad a ses racines dans un concept car General Motors Motorama du même nom qui a été partagée avec la Corvette, la Pontiac Bonneville Special et l'Oldsmobile F-88. Le concept a été présenté au GM Motorama en 1954 comme l'une des "voitures de rêve" du styliste en chef Harley Earl. Il a suivi l'introduction en 1950 du break Ford Country Squire à deux portes.
La production du véhicule n'était approuvée que si le design pouvait être transféré à son modèle standard car le haut dirigeant de GM estimait qu'ils pourraient vendre plus de modèles s'il était attaché au modèle populaire Bel Air. Après les débuts du produit en 1955, il n'était pas rare que la voiture soit appelée Chevrolet "Bel Air Nomad".

## Première génération
Lorsque le projet Nomad a été déposé chez General Motors, il portait le nom de Corvette Nomad. En effet, des ingénieurs avaient déposé un toit de break sur une Corvette. L'idée a été tellement bien accueillie par le public que le concept a été mis en production. Le modèle a fait ses débuts en 1955. Les deux portes n'aidaient pas beaucoup pour l'accessibilité. Le nom Nomad (« nomade ») n'était utilisé que sur les Chevrolet Bel Air. Sur les séries 210 (moyen de gamme) et 150 (bas de gamme), on utilisait le nom « Handyman » (« bricoleur »). Tout l'arrière de la voiture, à l'exception de la porte, était vitré et toutes les fenêtres étaient coulissantes.
En 1955, il s'en est vendu 8 386, en 1956 7 886 et en 1957 6 103. Elle était vendue 2 560 dollars à l'époque, soit 265 $ de plus qu'une décapotable avec mécanique et options égales. Les Nomads sont très rares aujourd'hui du fait de leur faible diffusion et parce que la majorité de ces voitures ont été transformées en hot rods.
Il s'est également vendu une version Pontiac de la Nomad, la Pontiac Safari (en), qui est encore plus rare que la Nomad. Elle n'est cependant pas plus chère aujourd'hui.

### 1955
Les Chevrolet ont reçu un tout nouveau style. Annoncée comme "The Hot One", la nouvelle Chevrolet carrée était nette, propre et complètement moderne, et sa popularité était partagée avec les Chevrolet Tri-Five de cette génération. Les Nomad, comme les Bel Air, étaient chargés de tapis intérieur, de lances chromées sur les ailes avant, de moulures de vitres chromées et d'enjoliveurs complets. Pour 1955, les Chevrolet ont acquis une option de moteur V8. Le nouveau V8 de 4,3 L était doté d'une soupape en tête moderne, à haute compression et à course courte qui était si bonne qu'elle est restée en production sous diverses formes pendant de nombreuses décennies. Le V8 de base avait un carburateur à deux cylindres et était évalué à 162 ch (121 kW), et l'option "Power Pack" comprenait un carburateur à quatre cylindres et d'autres améliorations produisant 180 ch (134 kW). Plus tard dans l'année, une option «Super Power Pack» a ajouté une compression élevée et 15 ch supplémentaires (11 kW). Il avait de la place pour six passagers.

### 1956
Les Chevrolet ont reçu un lifting. Cela a donné aux Chevrolet une calandre pleine largeur plus conventionnelle, satisfaisant les clients qui n'aimaient pas l'avant de 1955. Les Nomad portaient désormais la même tôle intérieure et arrière que les autres Bel Air, sans la garniture unique de l'original. Un tableau de bord rembourré était désormais disponible. Pour 1956, Chevrolet a caché le bouchon d'essence derrière un feu arrière rabattable sur le côté gauche.

### 1957
La cylindrée du moteur V8 a atteint 4,6 L par rapport aux 4.3L en 1957, l'option «Super Turbo Fire V8» produisant 283 ch (211 kW) avec un système d'injection de carburant. La grande majorité des voitures étaient équipées de moteurs avec carburateurs. Bien qu'il soit considéré comme une conception de véhicule marquante, General Motors a abandonné la familiale Nomad Sport originale à la fin de l'année-modèle 1957 en raison de faibles ventes et de l'introduction d'une nouvelle carrosserie pour 1958.

## Deuxième génération

### 1958
Pour l'année modèle 1958, Chevrolet a déplacé le nom Nomad vers son break haut de gamme à quatre portes basé sur la Bel Air, juste au-dessus du nouveau Brookwood à prix moyen basé sur la Biscayne. Il s'agissait du seul break Nomad à quatre portes basé sur la Bel Air. Comme le reste de la gamme Chevrolet full-size de 1958, le Nomad présentait le nouveau cadre cruciforme «Safety-Girder» de Chevrolet. Semblable dans la disposition au cadre adapté pour la Cadillac de 1957, il comportait des rails latéraux en caisson et une traverse avant en boîte qui s'inclinait sous le moteur, ces "cadres en X" ont été utilisés sur d'autres Chevrolet de 1958 à 1964, ainsi que sur les Cadillac. L'arrière était attaché ensemble par une traverse de section de canal.

### 1959
En 1959, le Nomad a été transféré du Bel Air à la gamme élargie de modèles Impala, qui avait été le toit rigide à deux portes et le cabriolet haut de gamme de Chevrolet l'année précédente; l'Impala est maintenant devenu un modèle distinct qui comprenait des voitures à quatre portes. Le Nomad, toujours au sommet, était une voiture à six places. Les autres breaks Chevrolet de 1959 étaient les nouvelles Kingswood quatre portes, neuf places, les nouvelles Parkwood quatre portes six places, les nouvelles Brookwood deux portes six places et Brookwood quatre portes six places. Avec le Delray disparu, le Brookwood basé sur la Biscayne était désormais au prix le plus bas. Le Brookwood à deux portes a marqué le retour de courte durée du break à deux portes et a été la base du nouveau El Camino pour 1959. L'El Camino portait une garniture extérieure Parkwood (Bel Air) de niveau intermédiaire, avec un intérieur Brookwood (Biscayne).

### 1960
Pour 1960, le Nomad à quatre portes sur base d'Impala a été révisé avec un style plus conventionnel. Le Kingswood et le Brookwood à deux portes ont été abandonnés à la fin de l'année avec l'El Camino.

### 1961
En 1961, toutes les Chevrolet full-size ont été redessinés sur la plate-forme GM B existante. Le nouveau style de carrosserie était plus équilibré et carré que les modèles de 1958-60. Chevrolet a continué à utiliser le nom Nomad jusqu'à la fin de l'année-modèle 1961, lorsque tous les break Chevrolet ont adopté les noms des modèles berlines ordinaires pour 1962. Le Nomad avait une construction de carrosserie sur châssis, utilisant le cadre "X" jusqu'au bout.

## Troisième génération
Entre 1968 et 1972, les noms Nomad et Nomad Custom ont été appliqués au modèle de break à quatre portes Chevelle le moins cher, sous les Chevelle Greenbrier, Chevelle Concours et Chevelle Concours Estate.

### 1968
Pour 1968, la Chevelle a obtenu un nouveau style de carrosserie (bien que toujours sous les désignations internes 817) a souligné le look "bouteille de Coke" encore plus. Le nouvel équipement fédéral obligatoire pour la sécurité comprenait des feux de position latéraux sur chaque garde-boue, ainsi que des ceintures d'épaule pour les occupants des sièges avant pour les voitures construites après le 1er décembre 1967. Cela explique pourquoi certains modèle de 68 avaient des ceintures d'épaule, et certaines voitures de production précoce n'en avaient pas. Cependant, tous les modèles de 68 avaient des encoches pour les ceintures. Les voitures à transmission manuelle ont reçu la pompe à smog "Air Injection Reactor (A.I.R)" de GM et des composants connexes pour réduire les émissions.

### 1969
En 1969, chaque break Chevrolet retrouva son nom de modèle unique. Toutes les Chevelle de 69 ont également reçu une nouvelle colonne de direction verrouillable, un an avant l'exigence fédérale. Les appuie-tête, requis pour toutes les voitures vendues aux États-Unis après le 1er janvier 1969, ont été installés sur toutes les voitures GM de 1969.

### 1970
La Chevelle Nomad de 1970 avait encore plus de restyling. Chaque lampe frontale était placée dans son propre boîtier chromé et ne s'intégrait plus dans la calandre. Les lignes de carrosserie ont été moins balayées et un nouveau pare-chocs arrière intégré a été utilisé.

### 1971
Pour 1971, toutes les Chevelles ont obtenu deux gros phares à la place des quatre, et GM a mandaté toutes les divisions de concevoir leurs moteurs pour qu'ils fonctionnent avec de l'essence ordinaire à faible indice d'octane, à faible teneur en plomb ou sans plomb en raison du resserrement des émissions et en prévision du convertisseur catalytique qui serait utilisé sur les modèles de 1975 et suivants, nécessitant l'utilisation de carburant sans plomb. Pour permettre l'utilisation des carburants à faible indice d'octane, tous les moteurs présentaient de faibles taux de compression (9:1 et moins; bien en dessous de la portée 10,25-11,25:1 sur les moteurs hautes performances de 1970 et antérieurs).

### 1972
Le dernier break Nomad s'est terminé avec la fin de la Chevelle de deuxième génération à la fin de l'année modèle 1972.

## Vega finition Nomad break de 1976
En 1976, des Vega Nomad break spéciaux ont été assemblés avec des garnitures de fenêtre latérale et des panneaux de remplissage uniques (pour faire apparaître les piliers "b" inclinés vers l'avant), des bandes de frottement du hayon, une identification du script Nomad en vinyle,.

## Chevrolet Nomad (fourgon)
De 1977 à 1981, le nom Nomad est revenu pour une version du Chevrolet Van full-size. Le Nomad était un véhicule à cinq places avec une seule rangée de sièges arrière et un grand espace de chargement recouvert de moquette. Offert avec un rembourrage à carreaux (équivalent à la finition Beauville) et une peinture bicolore, le Nomad combinait les configurations d'un fourgon pour chargement et pour passager. Le fourgon Chevrolet Nomad a également été vendu par GMC sous le nom de GMC Gaucho.

## Chevrolet Nomad sud-africain
En Afrique du Sud, un petit véhicule utilitaire appelé Chevrolet Nomad est apparu en 1976. Pour réduire les coûts de développement et maintenir les prix bas, le véhicule était uniquement disponible avec une traction arrière et un moteur à quatre cylindres en ligne de 2,5 litres en fonte, également d'origine Chevrolet. Néanmoins, une combinaison d'une garde au sol suffisante, d'un empattement court et d'un poids léger signifiait que les capacités hors route restaient respectables. L'empattement est de 2083 mm et la garde au sol de 265 mm. Elle possède également un carter de protection et une grille robuste en acier pour protéger le radiateur et les phares. La Nomad était uniquement disponible avec une carrosserie ouverte à deux portes, avec une fenêtre avant rabattable et un toit souple ou en fibre de verre. La conception était simple, entièrement composée d'écrans plats conçus pour faciliter la construction et permettre au contenu local des pièces d'être maximisé - à 82 %, c'était le plus haut jamais atteint en Afrique du Sud.
Le moteur, également utilisé dans la Chevrolet 2500 ainsi que dans une foule d'autres produits GM locaux, a été réglé pour améliorer le couple à bas régime. Maintenant équipé d'un carburateur Rochester, il produit 67 kW (91 ch; 90 ch) à 4 000 tr/min, assez pour une vitesse de pointe de 134,8 km/h dans un test de période. Cependant, la suspension avant s'est avérée faible et au moment où Chevrolet l'a repensée, la résistance des acheteurs avait déjà condamné la Nomad.

## Concept cars

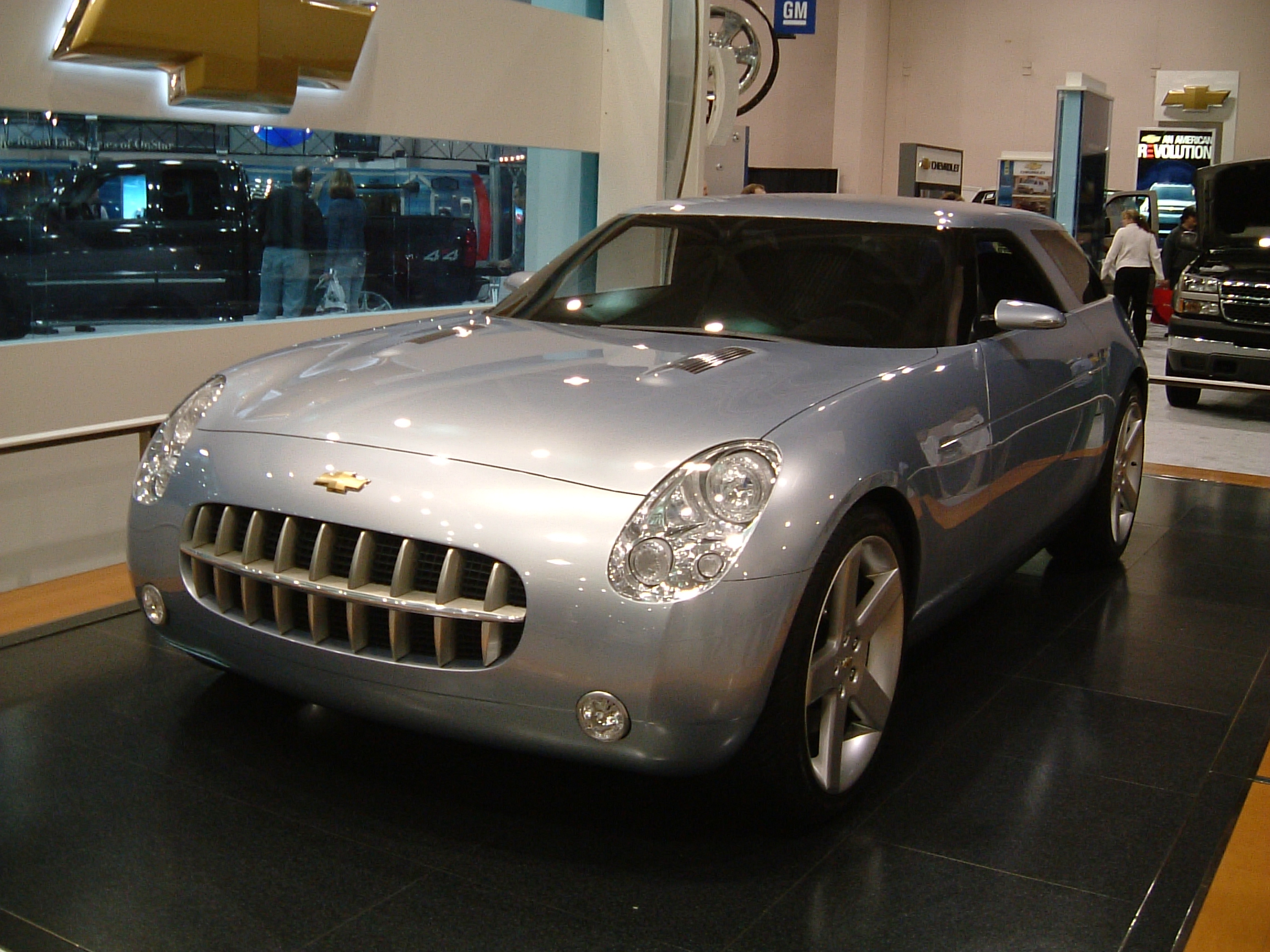
Concept Chevy Nomad de Chevrolet.

Chevrolet a produit plusieurs concept cars Nomad:
1954 : La Chevrolet Corvette Nomad était le concept basé sur la Corvette de Harley Earl présenté au GM Motorama. Elle a fait ses débuts avec la Corvette Hardtop de 1954 et la Corvette Corvair de 1954. On pense que la voiture a été broyée par GM après l'événement, bien que des répliques existent.
1979 : Le concept de monospace Chevrolet Nomad II à traction avant, basé sur la plateforme X de GM, plusieurs années avant les Dodge Caravan et Renault Espace. Il a reçu une forte approbation des clients, mais General Motors a décidé de ne pas le produire.
1999 : Un autre concept Nomad était basé sur la Camaro de première génération, propulsée par un V8.
2004 : Un autre concept était basé sur la plate-forme GM Kappa et ressemblait au concept car Nomad basé sur la Corvette de 1954,. Il avait un empattement de 2 718 mm et était long de 3 950 mm.